# Бюканън (окръг, Айова)
Вижте пояснителната страница за други значения на Бюканън.
Окръг Бюканън (на английски: Buchanan County) е окръг в щата Айова, Съединени американски щати. Площта му е 1479 квадратни километра, а населението – 20 953 души (по преброяване от април 2010 г.). Административен център е град Индипендънс.